# Sonderschutzfahrzeug

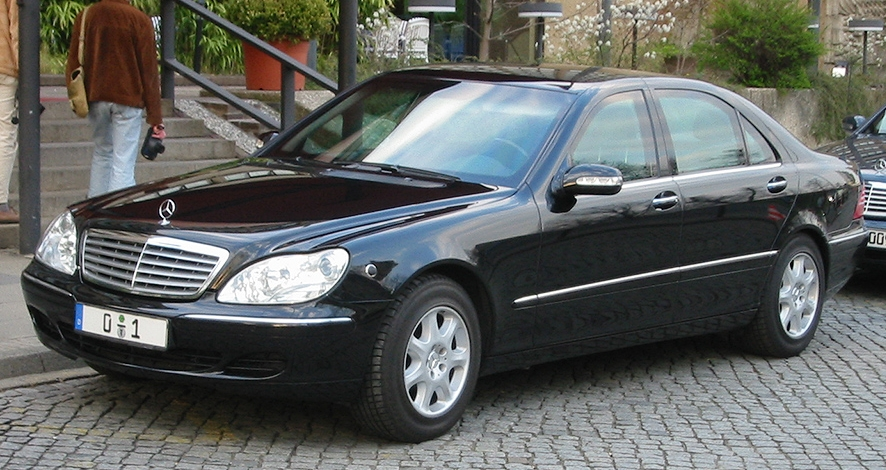
Ein ehemaliges Dienstfahrzeug des deutschen Bundespräsidenten mit der Widerstandsklasse VR6/VR7. Bei dem gezeigten Fahrzeug handelt es sich um ein Pool-Fahrzeug. Bei Repräsentationsterminen des Bundespräsidenten wird am jeweiligen Fahrzeug das Kennzeichen „0-1“ angebracht.

Als Sonderschutzfahrzeuge werden PKW oder Nutzfahrzeuge bezeichnet, die durch eine integrierte Panzerung Insassen oder Ladung vor äußeren Angriffen schützen sollen.

## Geschichte
Bereits im Jahre 1928 bot Mercedes-Benz die ersten Sonderschutzfahrzeuge an. Der W08 hatte verschiebbare Stahlplatten, mit denen die Fensterscheiben von innen gesichert wurden. Mithilfe eines Periskops konnte man nach außen sehen. Der erste vollständig gepanzerte Wagen, ein „Großer Mercedes“ Typ 770, wurde 1930 an den japanischen Kaiser Hirohito ausgeliefert. Neben den Sonderschutzfahrzeugen der Markenhersteller werden auch von anderen Unternehmen Umbauten derartiger Fahrzeuge angeboten. Durch diese Unternehmen werden auch solche Fahrzeuge verändert, die ab Werk nicht als Sonderschutzfahrzeug erhältlich sind. Der Aufwand hierfür ist hoch, da die Serienfahrzeuge vor dem Umbau nahezu vollständig demontiert werden müssen.

## Widerstandsklassen
Sonderschutzfahrzeuge werden in die Widerstands- bzw. Beschussklassen VR (für „Vehicle Resistance“) 1 bis 10 unterteilt. Hierbei wird grundsätzlich das gesamte Fahrzeug bis auf den Unterboden gemäß der nachfolgenden Tabelle geprüft. Die Zertifizierung übernehmen in Deutschland die Beschussämter Mellrichstadt, München und Ulm.
| Widerstandsklasse (alt) | Kaliber (Geschossart) 1                                                               | Schussentfernung (m) | Auftreffgeschwindigkeit (m/s) | Waffenart          | Geschossenergie (J) |
| ----------------------- | ------------------------------------------------------------------------------------- | -------------------- | ----------------------------- | ------------------ | ------------------- |
| VR1 (VR1)               | .22 LR (Vollblei / Rundkopf)                                                          | 10 ± 0,5             | 360 ± 10                      | Kleinkalibergewehr | 0168                |
| VR2                     | 9 × 19 mm (Stahl-Vollmantel / Rundkopf / Blei-Weichkern)                              | 05 ± 0,5             | 360 ± 10                      | Pistole            | 0518                |
| VR3 (VR2)               | 9 × 19 mm (Stahl-Vollmantel / Rundkopf / Blei-Weichkern)                              | 05 ± 0,5             | 415 ± 10                      | Maschinenpistole   | 0689                |
| VR4 (VR3)               | .357 Magnum (Stahl-Vollmantel / Kegelspitzkopf / Blei-Weichkern)                      | 05 ± 0,5             | 430 ± 10                      | Revolver           | 0943                |
| VR4 (VR4)               | .44 Rem. Mag. (Tombak-Teilmantel / Flachkopf / Blei-Weichkern)                        | 05 ± 0,5             | 440 ± 10                      | Revolver           | 1510                |
| VR5                     | .357 Magnum (Vollmessing / Kegelspitzkopf)                                            | 05 ± 0,5             | 580 ± 10                      | Revolver           | 1194                |
| VR6                     | 7,62 × 39 mm (Stahl-Vollmantel / Spitzkopf / Eisen-Kern)                              | 10 ± 0,5             | 720 ± 10                      | Sturmgewehr        | 2074                |
| VR6                     | 7,62 × 39 mm (Stahl-Vollmantel / Spitzkopf / Blei-Weichkern)                          | 10 ± 0,5             | 720 ± 10                      | Sturmgewehr        | 2074                |
| VR7 (VR5)               | 5,56 × 45 mm NATO (Stahl-Vollmantel / Spitzkopf / Blei-Weichkern mit Stahlpenetrator) | 10 ± 0,5             | 950 ± 10                      | Sturmgewehr        | 1805                |
| VR7 (VR6)               | 7,62 × 51 mm NATO (Stahl-Vollmantel / Spitzkopf / Blei-Weichkern)                     | 10 ± 0,5             | 830 ± 10                      | Sturmgewehr        | 3289                |
| VR8                     | 7,62 × 39 mm (Stahl-Vollmantel / Spitzkopf / Stahlhartkern, Brandsatz)                | 10 ± 0,5             | 740 ± 10                      | Sturmgewehr        | 2108                |
| VR8                     | 7,62 × 51 mm NATO (Stahl-Vollmantel / Spitzkopf / Blei-Weichkern)                     | 10 ± 0,5             | 830 ± 10                      | Sturmgewehr        | 3289                |
| VR9 (VR7)               | 7,62 × 51 mm NATO (Tombak-Vollmantel / Spitzkopf / Stahlhartkern)                     | 10 ± 0,5             | 820 ± 10                      | Sturmgewehr        | 3261                |
| VR9 (VR7)               | 7,62 × 51 mm NATO (Stahl-Vollmantel / Spitzkopf / Blei-Weichkern)                     | 10 ± 0,5             | 830 ± 10                      | Sturmgewehr        | 3289                |
| VR10                    | 7,62 × 54 mm R (Stahl-Vollmantel / Spitzkopf / Stahlhartkern, Brandsatz)              | 10 ± 0,5             | 860 ± 10                      | Gewehr             | 3846                |

Nach alter Richtlinie (BVR 1999) wurde nur in acht Widerstandsklassen unterschieden (siehe Tabelle; VRSG 1 mit Blei-Flintenlaufgeschoss im Kaliber 12/70) und es wurde noch analog zur DIN EN 1522/1523 (Fenster und Türen; „FB“) und 1063 (Verglasung; „BR“) getestet. Einige Hersteller geben die Widerstandsklasse mit „B“ an, was jedoch keiner Norm entspricht. Bei diesen Fahrzeugen wurden oft nur einzelne Komponenten oder Materialien (unter anderen Bedingungen) geprüft, sodass sie über gravierende Schwachstellen und eine nur sehr eingeschränkte Schutzwirkung verfügen können.
Neben Angriffen mit Schusswaffen schützen nach VPAM zertifizierte Fahrzeuge die Insassen auch in gewissem Maße vor Attacken mit Sprengstoffen, Äxten, Brechstangen, Brandbomben (Molotowcocktails) u. Ä., wobei ersteres separat mittels Biofidel-Dummys getestet werden kann. Es sind auch Sonderprüfungen mit anderer Munition – bis hin zu 14,5 × 114 mm, 12/70 oder 3,6 mm Splitterdarstellungsgeschossen – möglich, allerdings erfolgt daraus keine Zuordnung zu den o. g. Widerstandsklassen.

## Zielgruppe

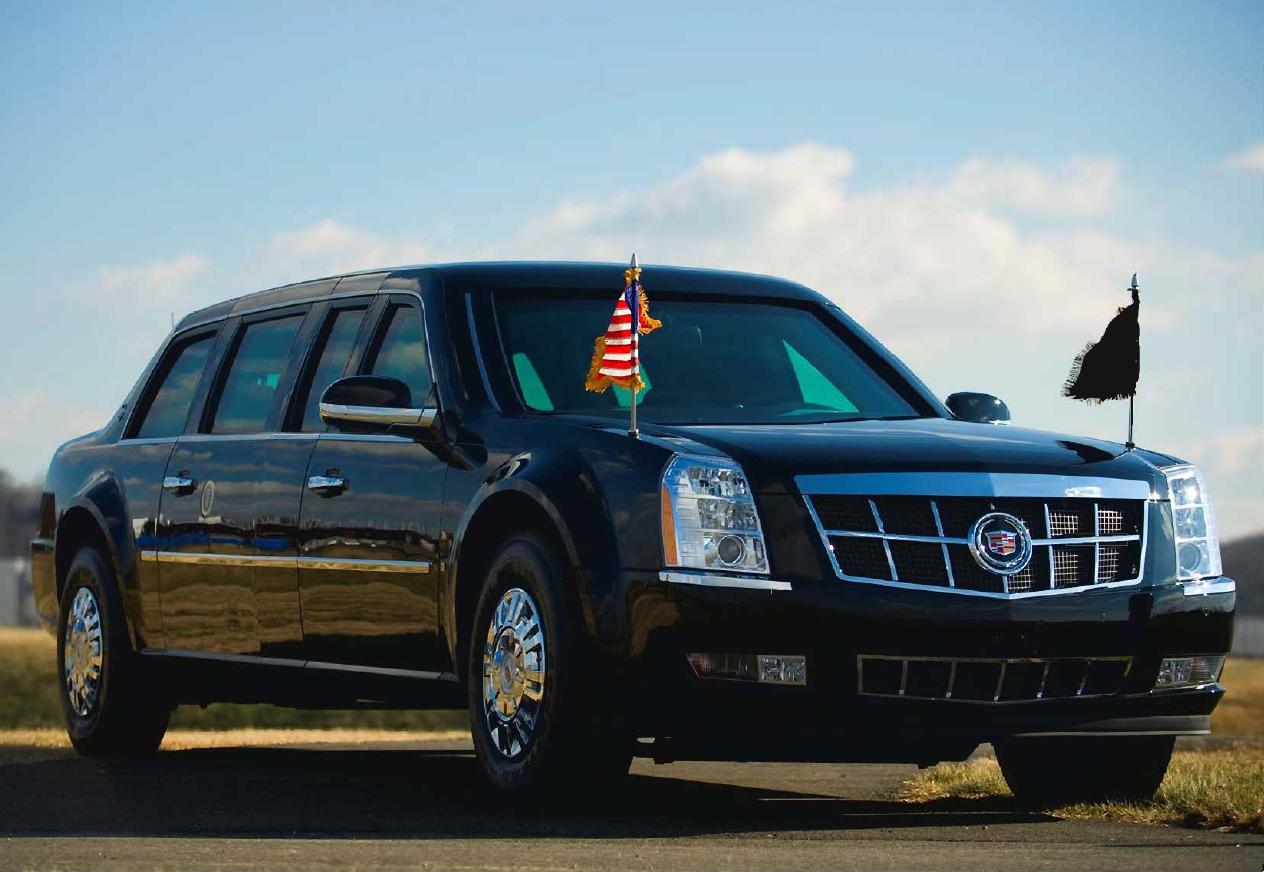
Sonderschutzfahrzeug des Präsidenten der USA, auch Cadillac One genannt.

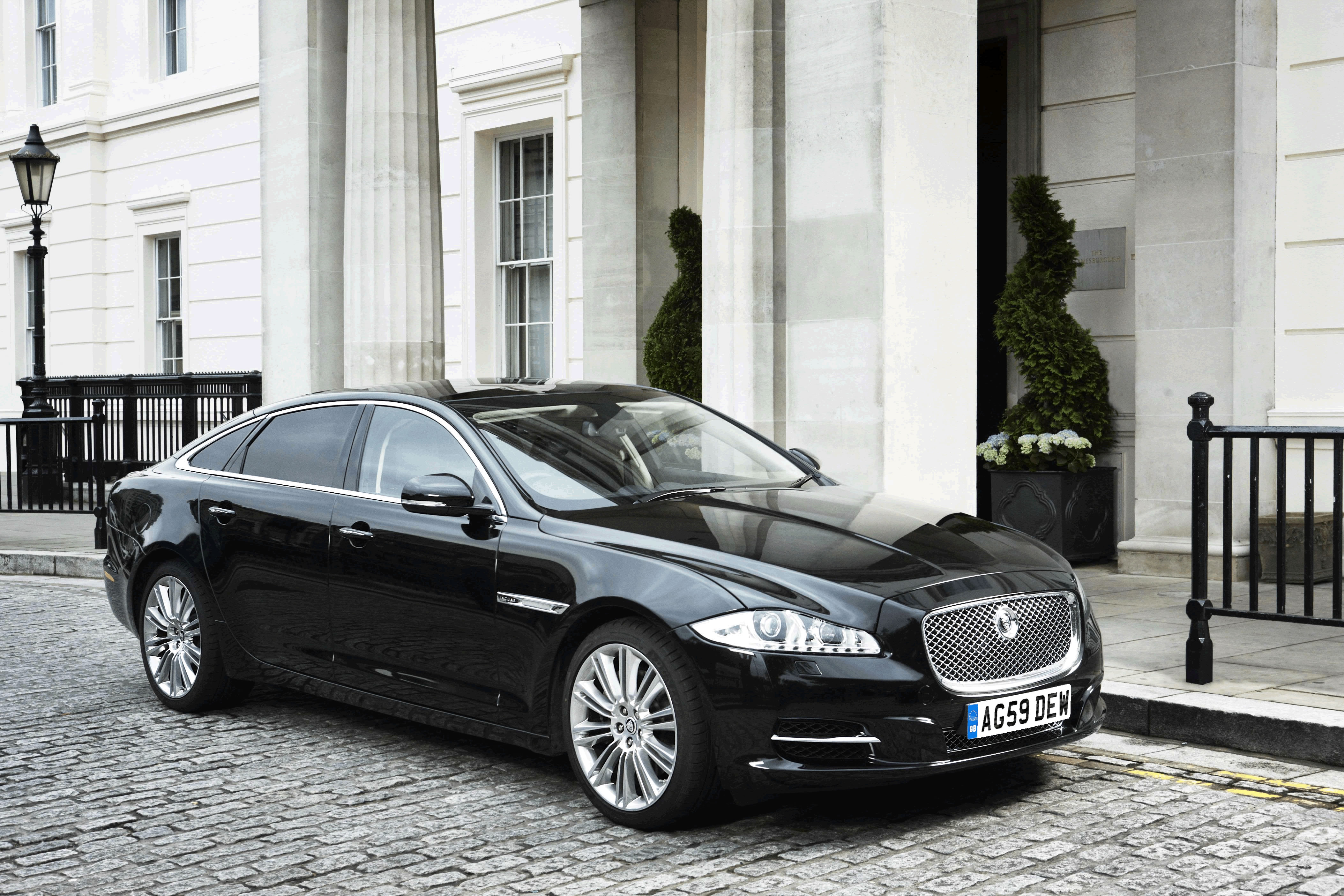
Gepanzerter Jaguar des britischen Premierministers (2010)

### Fahrzeuge höherer Widerstandsklasse
Das Angebot von Sonderschutzfahrzeugen der Widerstandsklasse VR7 und höher richtet sich hauptsächlich an Sicherheitsbehörden, die für den Schutz der Verfassungsorgane und deren ausländischer Gäste zuständig sind. Zunehmend gehören auch Privatpersonen (Superreiche, Wirtschaftsbosse, Prominente) zur Zielgruppe.
Gerüchte, Fahrzeuge der höchsten Widerstandsklasse seien von Privatpersonen nicht käuflich zu erwerben, lassen sich nicht mit Quellen belegen. Auch auf dem Gebrauchtwagenmarkt sind derartige Fahrzeuge in ansehnlicher Stückzahl – auch von staatlichen Stellen – für jedermann verfügbar. So befindet sich beispielsweise heute ein ehemaliges Dienstfahrzeug von Hans-Dietrich Genscher in den Händen eines privaten Sammlers.
Details und Produktionszahlen dieser Fahrzeuge werden von den Herstellern zumeist geheim gehalten. Dies dient einerseits dem Schutz der Kunden und soll andererseits Vorteile gegenüber Mitbewerbern sichern.
Eine Ausnahme bildet hierbei regelmäßig das Dienstfahrzeug des Präsidenten der USA. Dieses auf dem nebenstehenden Bild abgelichtete Fahrzeug lässt sich in keine der normierten Schutzklassen einordnen. Die Schutzwirkung dürfte allerdings weit über die höchste Schutzklasse hinausgehen. So werden die Fahrzeugscheiben von Experten als bis zu 14 cm dick eingeschätzt.

### Fahrzeuge mittlerer Widerstandsklasse

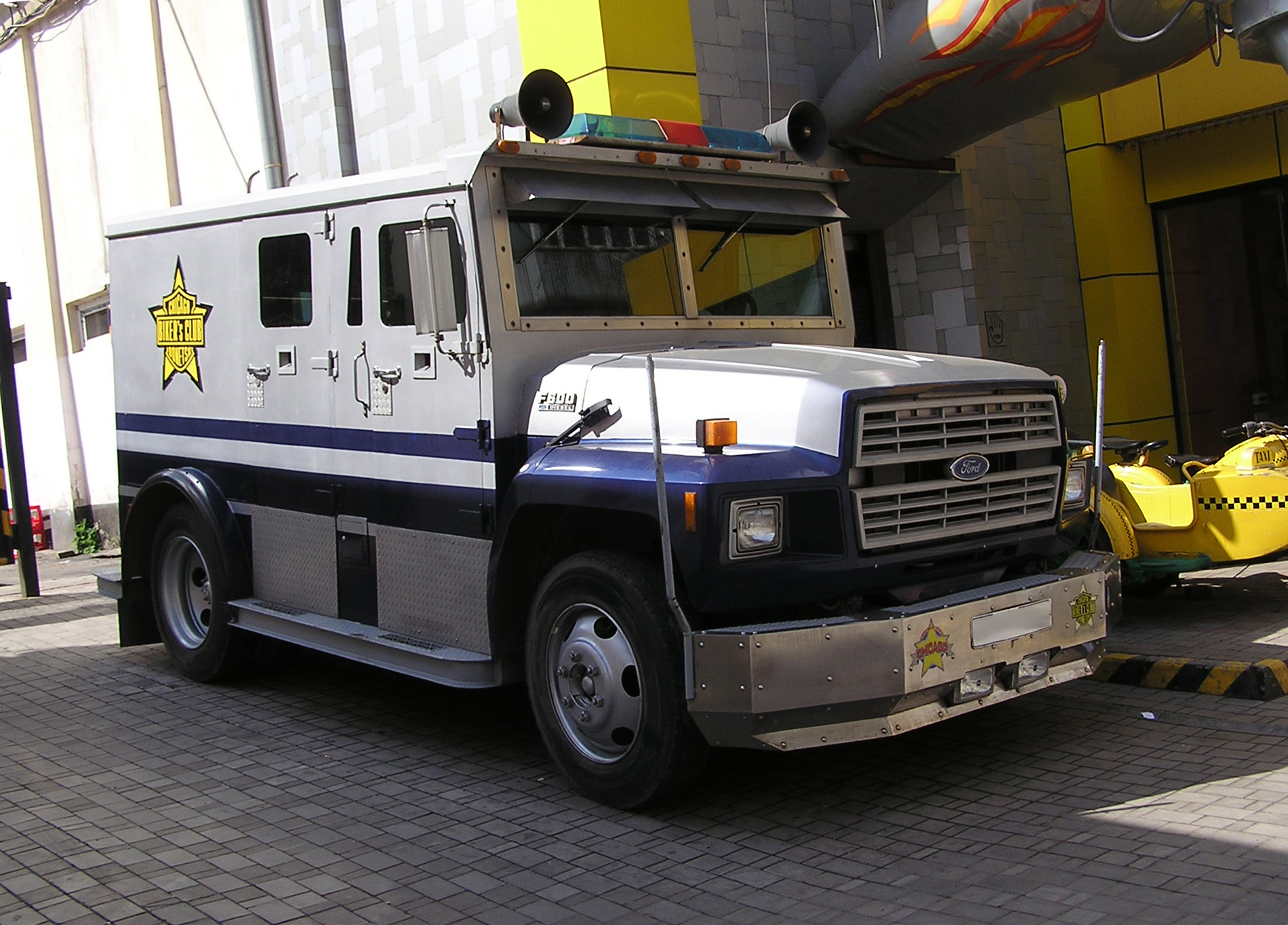
Sonderschutzfahrzeug zum Transport von Wertgegenständen

Die Zielgruppe für Sonderschutzfahrzeuge der mittleren Widerstandsklasse VR4 stellen Personen dar, die sich in Gebieten mit Gefährdungen durch kriminelle Angriffe (beispielsweise Carjacking, Kidnapping oder Raubüberfälle) bewegen.
Auch werden Sonderschutzfahrzeuge von Sicherheitsunternehmen zum Transport von Wertgegenständen eingesetzt. Ein bekanntes Beispiel hierfür sind Geldtransporter. Solche Fahrzeuge werden bei der Bestellung mit den jeweiligen Anforderungen entsprechenden Widerstandsklassen ausgerüstet.

## Hersteller

### Aktuelle Sonderschutzfahrzeuge ab Werk
| Hersteller/Typ                                    | Lieferbare Widerstandsklasse |
| ------------------------------------------------- | ---------------------------- |
| Audi A8 (D5) L Security                           | VR9 (Verglasung VR10)        |
| BMW X5 (G05) Protection VR6                       | VR6                          |
| BMW 7er (G70) Protection                          | VR9                          |
| BMW i7 (G70) Protection                           | VR9                          |
| Land Rover Defender (L663) 110                    | VR4 oder VR6                 |
| Mercedes-Benz S-Klasse (Baureihe 223) S 680 Guard | VR10                         |

### Nachrüster
Es gibt weltweit eine Vielzahl von Firmen, die sich darauf spezialisiert haben, vorwiegend geländetaugliche Fahrzeuge mit Panzerungen in der Schutzstufe VR6/VR7 nachzurüsten. Aufgrund des hinzugefügten Gewichts sind neben dem Einbau der Panzerung noch weitere Arbeiten am Fahrzeug erforderlich, da das erhöhte Gewicht höhere Anforderungen an die Tragfähigkeit der Karosserie und die verbauten Fahrzeugsysteme (wie zum Beispiel die Bremsen) stellt. Viele Hersteller lassen diese Fahrzeuge von Prüfeinrichtungen zertifizieren. Materialien gegen Beschuss und Explosion werden beispielsweise vom Deutschen Beschussamt oder von H.P. White, USA, getestet. Tests und Zertifizierung entsprechen der europäischen Norm VPAM APR und den US-Normen NIJ/UL-752 für kugelsichere Materialien. Derartige Fahrzeuge werden oft von Behörden, Unternehmen und Hilfsorganisationen in Krisengebieten eingesetzt, da die Geländegängigkeit aufgrund der zerstörten oder fehlenden Infrastruktur in den Einsatzländern erforderlich ist.

## Sonderausstattungen
Sonderschutzfahrzeuge werden oft mit zusätzlichen Sonderausstattungen ausgerüstet, die für herkömmliche Fahrzeuge selten lieferbar sind. Dazu gehören unter anderem interne Feuerlöschanlagen, Gegensprechanlagen nach außen (so genannte Intercom-Anlagen), Reifen mit Notlaufeigenschaft, GPS-Ortungssystem, explosionssicherer Tank, Außenluftfilteranlagen gegen Gasangriffe und vieles mehr.

### GPS-Ortungssystem
Selbst weitgehende Panzerung bietet keinen ausreichenden Schutz vor unbefugtem Zugriff. Beispielsweise wurde 2004 der Dienstwagen des DaimlerChrysler-Chefs Jürgen Schrempp gestohlen. Der Wagen konnte trotz Fahndung der Polizei und diverser Ortungsversuche über das im Fahrzeug eingebaute GPS-System nicht ausfindig gemacht werden. Ein Sprecher von DaimlerChrysler bestätigte lediglich, „dass ein gepanzerter Mercedes aus dem Fuhrpark gestohlen wurde“.
Auch der Frankfurter Oberbürgermeisterin Petra Roth war einst aus der Garage ihres Chauffeurs der Dienstwagen gestohlen worden. In diesem Fall allerdings konnte das Fahrzeug einen Tag später über das Ortungssystem in einem Frankfurter Parkhaus ausfindig gemacht werden.

### Fernbedienung
Ein gepanzerter Wagen muss sofort einsatzbereit sein können. Da beim Ausstieg der zu schützenden Person aus selbigem Wagen zumeist auch Fahrer und Begleiter das Fahrzeug verlassen, ergibt sich die Notwendigkeit, in Gefahrensituationen jegliche Verzögerung beim Verlassen eines Gefahrenortes zu vermeiden. So gibt es die Sonderfunktion Fernstarter. Noch bevor die zugangsberechtigten Personen das Fahrzeug erreicht haben, kann der Motor des Fahrzeuges mittels Fernbedienung gestartet werden. Vorsichtige Fahrer starten das Fahrzeug mit Hilfe dieser Funktion auch im Normalfall aus der Ferne. So besteht keine Gefahr, im Fahrzeug während des Motorstartes von einer eventuell zuvor in Abwesenheit installierten, zündungsgekoppelten Autobombe erfasst zu werden.

### Sicherheitsreifen

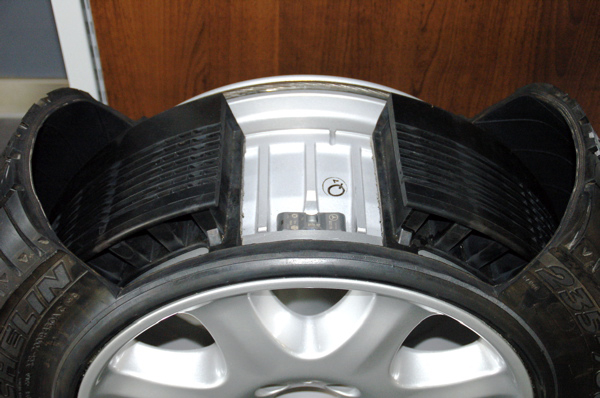
Schnitt durch einen Sicherheitsreifen

Sicherheitsreifen stellen ein System aus Felgen und Reifen dar, das selbst nach erfolgtem Anstoß (Fremdkörpereinwirkung) sowie nach Luftdruckverlust gewisse Notlaufeigenschaften besitzt. Mercedes-Benz bot diese Sicherheitstechnik Anfang der 1990er-Jahre unter dem Namen CTS-Reifen vorübergehend auch für Serienfahrzeuge an.

### Atemluftversorgung/Filteranlage
Um Schutz vor Angriffen mit Reiz- oder Giftgasen bieten zu können, sind Anlagen erhältlich, die dem Innenraum zugeführte Luft filtern oder eine eigenständige Atemluftversorgung über Pressluftflaschen ermöglichen. Dabei wird im Fahrzeug ein leichter Überdruck erzeugt, der keine Außenluft in das Fahrzeug eindringen lässt.

### Anti-Kidnapping-Funktionen
Für den Fall von Kidnapping, bei dem das Opfer im eigenen Wagen entführt werden soll, existieren Einrichtungen, um den Wagen stillzulegen und die Türen zu verriegeln. Diese Maßnahmen können unbemerkt, z. B. durch ein verstecktes Bedienpanel im Kofferraum, ausgelöst werden.

### Notausgänge
Eine besondere Gefahr bei gepanzerten Fahrzeugen ist, dass man es in einem Notfall, z. B. nach einem Unfall, nicht mehr verlassen kann. Dies kann verschiedene Gründe haben, wie Verformung der Türen oder Ausfall der Elektronik für Schlösser und Fensterheber. Durch die Panzerung ist es jedoch nicht möglich, die Scheiben einzuschlagen, und die Feuerwehr hätte erhebliche Mühe, das Dach zu demontieren. Einige Fahrzeuge haben deshalb elektrisch unabhängige hydraulische Fensterheber, die wegen des hohen Mehrgewichts der gepanzerten Scheiben ohnehin nötig sind.
Eine erst in den letzten Jahren aufgekommene Sicherheitseinrichtung bildet die per Fernzündung heraussprengbare Frontschutzscheibe. Um ein gepanzertes Fahrzeug auch nach einem Unfall auf unkonventionelle Weise verlassen zu können, blieben als einziger Rettungsweg die Fenster. Da diese aber zu schwer sind, um sie nach einem Unfall (zumal in geschwächtem körperlichem Zustand) heraushebeln zu können, installierte man Sprengschnüre in den Fensterfassungen. Diese sollen gegebenenfalls den Fensterkorpus vom Rahmen lösen. Der Betätigungsschalter befindet sich zumeist unter einem kleinen (meist farblich abgesetzten) Klappdeckel.
Audi bietet mittlerweile als Rettungsmöglichkeit das Heraussprengen aller vier Türen über einen in der Mittelkonsole befindlichen Auslöseknopf an.

## Verwendete Materialien

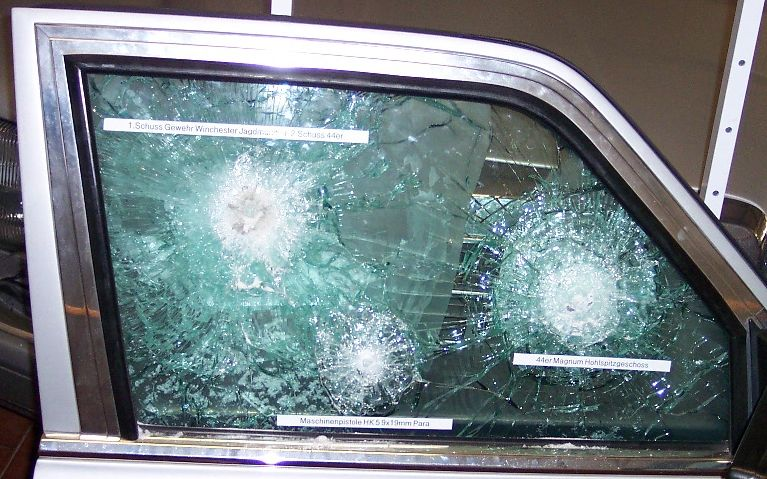
Seitenscheibe eines Sonderschutzfahrzeuges des Typs Mercedes-Benz W 126 nach Beschuss mit verschiedenen Kalibern

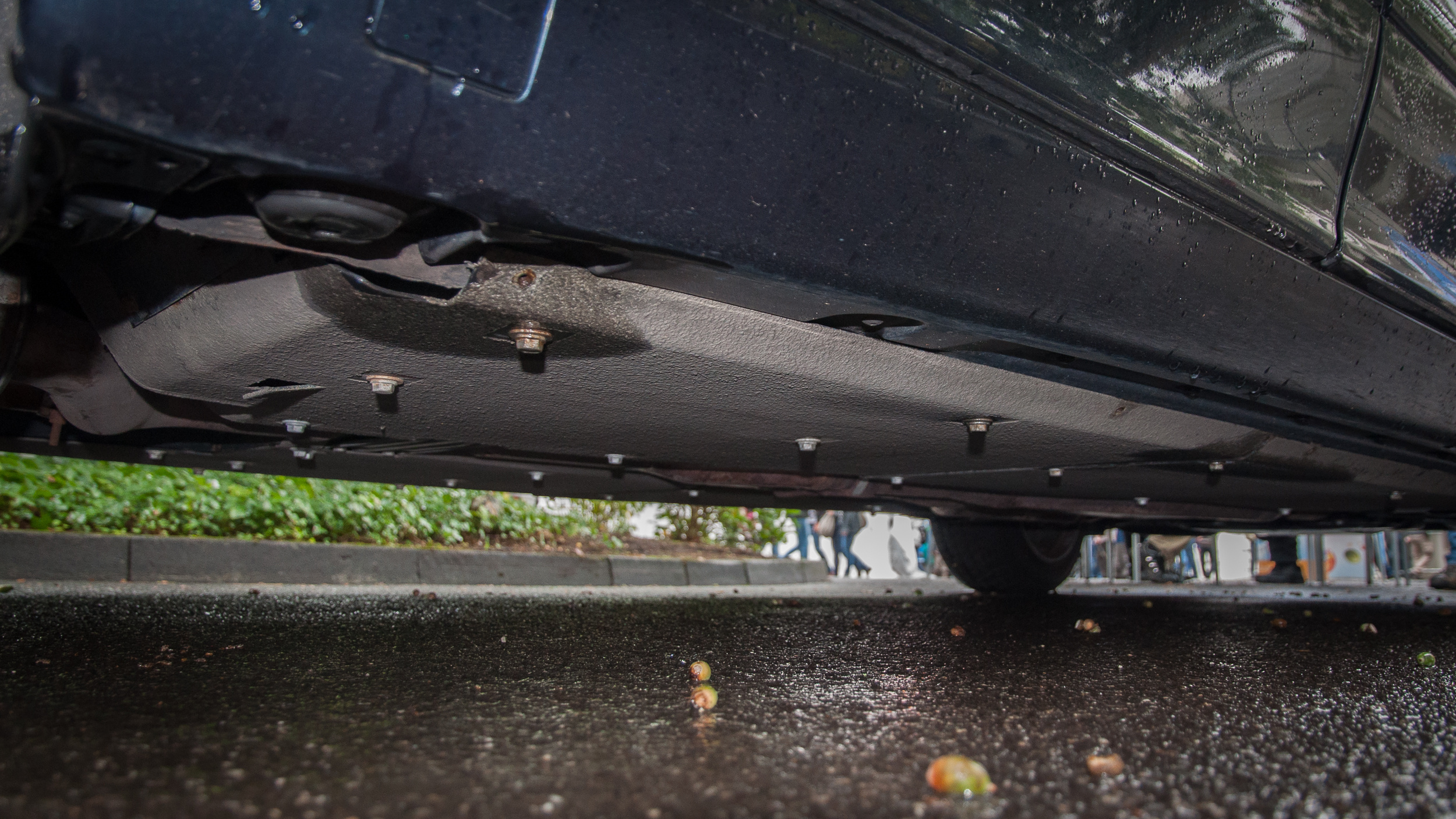
VR7-Panzerung an einem Mercedes-Benz S600 Guard (BR 220)

Die zur Panzerung verwendeten Materialien sind zumeist Stahl, Kunststoffe (z. B. Kevlar) und Panzerglas. Stahl wird eingesetzt, um die Wirkungskraft von Geschossen zu eliminieren, Kunststoffe sollen das Eindringen von Geschosssplittern verhindern.
Auch werden Kunstfasern, wie zum Beispiel Aramid (Kevlar), von Verbundwerkstoffen und auch spezielle Keramiken verwendet, da eine Gewichtsersparnis gegenüber den zur Panzerung verwendeten Sonderstählen möglich ist. Die verstärkte Verwendung dieser modernen Materialien in den neueren Sonderschutzfahrzeugen trägt auch dazu bei, die Modifikationen unauffälliger in die Fahrzeuge zu integrieren, um die Auffälligkeit solcherart ausgestatteter Fahrzeuge im öffentlichen Straßenverkehr möglichst gering zu halten.

## Gewicht
Durch die Panzerung kann sich das Fahrzeuggewicht je nach Widerstandsklasse um 1.000 Kilogramm oder mehr erhöhen. Eine einzige Fahrzeugtür wiegt oft mehr als 100 Kilogramm; zum leichteren Öffnen und Schließen sowie zum Heben und Senken der schwereren Panzerglasscheiben werden hier oft hydraulische Systeme eingesetzt.
Bei modernen Fahrzeugen wird heutzutage der Gewichtsnachteil nicht mehr durch stärkere Motoren, sondern eher durch angepasste Fahrwerke in Bezug auf das Fahrverhalten und die Fahrleistungen größtenteils kompensiert. Der damit einhergehende erhöhte Kraftstoffverbrauch spielt in der Zielgruppe dieser Fahrzeuge eine untergeordnete Rolle. Von einer Kompensation durch pure Motorgröße wird aus Umweltschutzgründen immer mehr Abstand genommen.
Da manche Sonderschutzfahrzeuge die Gesamtmasse von 3.500 Kilogramm überschreiten und zum Führen des Fahrzeugs eine Fahrerlaubnis für LKW benötigt wird, sieht die Zweite Verordnung über Ausnahmen von den Vorschriften der Fahrerlaubnis-Verordnung vor, dass Fahrzeuge, die vom Bundeskriminalamt oder den Polizeien der Länder für den Personenschutz eingesetzt werden, mit der Fahrerlaubnis der Klasse B (für PKW) geführt werden dürfen. In diesem Fall muss das Fahrzeug bestimmte bauliche Anforderungen erfüllen. Der Fahrer muss zudem eine besondere, mindestens dreitägige Fahrausbildung absolviert haben. Auch dann darf das zu steuernde Fahrzeug höchstens 4.100 Kilogramm schwer sein.

## Sicherheit
Die Panzerung eines Sonderschutzfahrzeuges kann dessen Insassen keine absolute Sicherheit garantieren. Meist stellen Sonderschutzfahrzeuge auch nur einen Teil der Maßnahmen zum Schutze einer Person dar. Ein sehr wichtiger Bestandteil zum sicheren Transport ist das Fahrkönnen und -verhalten des Chauffeurs. Meist haben Führer eines Sonderschutzfahrzeuges eine Personenschutzausbildung und spezielle Fahrtrainings absolviert. Häufig befinden sich noch weitere Personenschützer im Fahrzeug. Um die Sicherheit weiter zu erhöhen, werden oft Konvois gebildet, wobei die Begleitfahrzeuge meist nur Personenschützer oder auch Gepäck der Schutzperson transportieren. Bei hohen Ansprüchen handelt es sich auch bei den Begleitfahrzeugen um Sonderschutzfahrzeuge. So kann eine unverletzte Schutzperson zum Beispiel nach einem Unfall in ein gepanzertes Begleitfahrzeug wechseln. Auf Autobahnen werden Begleitfahrzeuge zum Abschirmen gegen überholende Fahrzeuge eingesetzt. Bei einem gezielten Angriff kann die Besatzung eines Begleitfahrzeuges die Angreifer bekämpfen, um dem Fahrzeug der Schutzperson eine schnellstmögliche Flucht zu ermöglichen.

## Bekannte Zwischenfälle
- Bei einem Sprengstoffattentat mit einer lichtschrankengesteuerten Bombe aus etwa 7 kg TNT ähnlich einer Panzermine[15][16] – die jedoch anders als oft fälschlich berichtet keine Hohlladung enthielt,[15] sondern eine projektilbildende Ladung – starb 1989 der damalige Vorstandssprecher der Deutschen Bank Alfred Herrhausen in einer Mercedes S-Klasse der Widerstandsklasse B6/B7, während sein Fahrer nur leicht verletzt wurde. Ein Teil der Türinnenverkleidung war durch den Explosionsdruck abgesprengt worden und hatte Herrhausens Oberschenkelschlagader verletzt. Aufgrund ausbleibender erster Hilfe durch die in einem zweiten Wagen folgenden Personenschützer verblutete Herrhausen binnen weniger Minuten.[17][18] Die Türen, der Kofferraum und die Motorhaube waren durch die Explosion aufgerissen worden.[19][15] → Hauptartikel: Attentat auf Alfred Herrhausen
- Am 19. April 1995 überlebte José María Aznar, zum damaligen Zeitpunkt noch Oppositionsführer in Spanien, einen ähnlichen Sprengstoffanschlag in einem Audi V8 (gepanzert von Trasco-Bremen GmbH) der gleichen Widerstandsklasse mit leichten Verletzungen.
- Am 9. Februar 1998 wurde ein Anschlag auf den damaligen georgischen Staatspräsidenten Eduard Schewardnadse verübt. Die Attentäter verwendeten panzerbrechende Granaten des Typs RPG-7. Trotz zweier Treffer in der Motorhaube der gepanzerten B6/B7-S-Klasse gelang es dem Fahrer, das Fahrzeug aus der Gefahrenzone zu bringen. Obwohl das Fahrzeug schwer beschädigt war, blieben Schewardnadse, dessen Fahrer sowie zwei seiner Leibwächter nahezu unverletzt.
- Im März 1981 wäre dem damaligen US-Präsidenten Ronald Reagan seine gepanzerte Limousine fast zum Verhängnis geworden. Als er wenige Meter neben seinem Auto stand, zielte ein Attentäter auf Reagan, schoss aber daneben. Das Projektil traf auf das Panzerglas der Limousine, prallte davon ab und verletzte Reagan.

## Verwandte Themen
- Eine ähnliche Klassifikation der Sicherheit gilt bei beschusshemmenden Westen.
- STANAG 4569 beschreibt die Schutzstufen für Insassen von Logistik- und leichten Panzerfahrzeugen.